# Molinges
Molinges korábbi község (település) Franciaországban, Jura megyében. 2019. január 1-jén Chassal községgel egyesült és Chassal-Molinges új község része lett.
Lakosainak száma 698 fő (2018. január 1.). Molinges Pratz, Rogna, Chassal, Larrivoire és Vaux-lès-Saint-Claude községekkel határos.

## Népesség
A település népességének változása:
| Lakosok száma | 672  | 684  | 723  | 699  | 698  |
|               | 2013 | 2015 | 2016 | 2017 | 2018 |